# Thulopatal
Thulopatal (nep. ठूलोपाताल) – gaun wikas samiti w środkowej części Nepalu w strefie Dźanakpur w dystrykcie Dholkha. Według nepalskiego spisu powszechnego z 2001 roku liczył on 736 gospodarstw domowych i 3669 mieszkańców (1919 kobiet i 1750 mężczyzn).